# Naper
Naper é uma vila localizada no estado americano de Nebraska, no Condado de Boyd.

## Demografia
Segundo o censo americano de 2010, a sua população era de 84 habitantes.
Em 2006, foi estimada uma população de 94, um decréscimo de 11 (-10.5%) face a 2000.

## Geografia
De acordo com o United States Census Bureau, a localidade tem uma área de 0,3 km², sem área coberta por água.

## Localidades na vizinhança
O diagrama seguinte representa as localidades num raio de 24 km ao redor de Naper.